# 沙贝斯唐
沙贝斯唐（法語：Chabestan，法語發音：[ʃabɛstɑ̃]）是法国上阿尔卑斯省的一个市镇，属于加普区。

## 地理
沙贝斯唐（44°28'41"N, 5°46'59"E）面积12.2 平方千米，位于法国普罗旺斯-阿尔卑斯-蓝色海岸大区上阿尔卑斯省，该省份为法国东南部内陆省份，北起萨瓦省，西北接伊泽尔省，西南接德龙省，南至上普罗旺斯阿尔卑斯省，东北部与意大利接壤。
与沙贝斯唐接壤的市镇（或旧市镇、城区）包括：阿斯普勒蒙、比埃什河畔阿斯普尔、拉巴蒂蒙萨莱翁、奥兹、勒赛、萨武尔农。

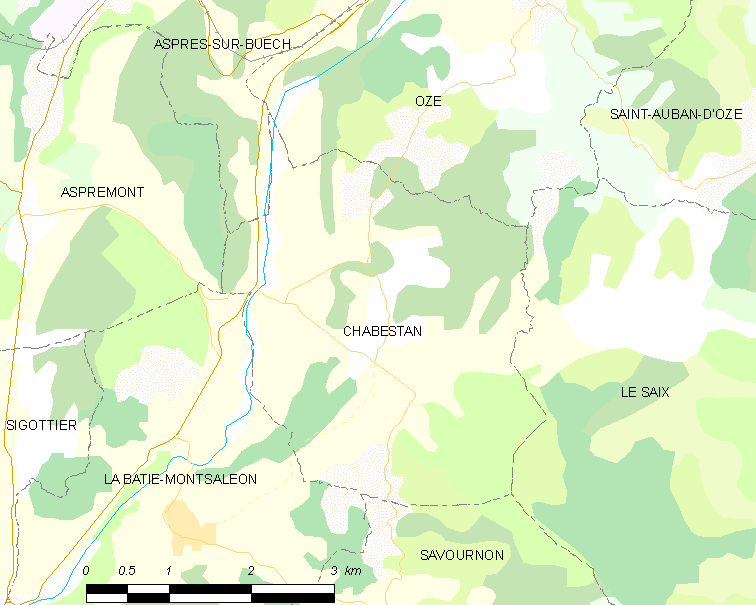
沙贝斯唐的OSM定位图

沙贝斯唐的时区为UTC+01:00、UTC+02:00（夏令时）。

## 行政
沙贝斯唐的邮政编码为05400，INSEE市镇编码为05028。

## 政治
沙贝斯唐所属的省级选区为塞尔县。

## 人口

1962-2008年间沙贝斯唐人口变化图示

沙贝斯唐于2022年1月1日时的人口数量为171人。